# Сарай (община Босилово)
Вижте пояснителната страница за други значения на Сарай.
Сарай (на македонска литературна норма: Сарај) е село в община Босилово на Северна Македония.

## География
Селото е разположено в Струмишкото поле, североизточно от Струмица.

## История
Северозападно от селото е построен хамам в XVII век.
През XIX век селото е със смесено население. В „Етнография на вилаетите Адрианопол, Монастир и Салоника“, издадена в Константинопол в 1878 година и отразяваща статистиката на населението от 1873 година, Сарай (Saray) е посочено като село с 50 домакинства, като жителите му са 196 българи. Според статистиката на Васил Кънчов („Македония. Етнография и статистика“) от 1900 година селото е населявано от 145 жители, от които 120 българи християни и 25 турци.
По данни на секретаря на екзархията Димитър Мишев („La Macédoine et sa Population Chrétienne“) през 1905 година в селото има 48 българи екзархисти и 30 цигани.
Според преброяването от 2002 година селото има 937 жители.
| Националност | Всичко |
| македонци    | 935    |
| албанци      | 0      |
| турци        | 0      |
| роми         | 0      |
| власи        | 0      |
| сърби        | 2      |
| бошняци      | 0      |
| други        | 0      |

В селото има източнокатолическа църква „Свети Димитър и Падре Пио“.

## Личности
Родени в Сарай
- Корчо войвода (XVIII век – XIX век), български хайдутин
- Спас Сарайски (1889 - 1930), български революционер от ВМРО